# Maly Irguiz
Le Maly Irguiz (en russe : Малый Ирги́з, c'est-à-dire Petit Irguiz) est une rivière  de l'oblast de Saratov, en Russie, et un affluent de la rive gauche de la Volga.

## Géographie
La rivière est longue de 235 km et draine un bassin versant de 3 900 km2. Son débit est de 6,4 m3/s.
Elle a un régime nival. Au-dessus de Seleznikha, la Maly Irguiz s'assèche régulièrement, jusqu'à 305 jours par an. Elle gèle de novembre à avril.